# Michael Gibbs
Michael Clement Irving „Mike“ Gibbs (*  25. September 1937 in Salisbury (Simbabwe)) ist ein britischer Jazzmusiker (Posaunist und Pianist), der vor allem als Arrangeur und Komponist hervorgetreten ist. Seit 1974 lehrt er Komposition in Berklee.

## Wirken
Nach einer Ausbildung am Berklee College of Music und bei Gunther Schuller, George Russell und J. J. Johnson an der Lenox School of Jazz bzw. am New England Conservatory wurde er in Tanglewood von Aaron Copland, Iannis Xenakis, Lukas Foss und wiederum Schuller unterrichtet. 1963 arrangierte er ein erstes Album für Gary Burton. Seit 1965 lebte er in Großbritannien, wo er zunächst als Arrangeur für Graham Collier, John Dankworth, Tubby Hayes und als Studiomusiker arbeitete. Später orchestrierte er für Manfred Mann, Buddy Rich, Joni Mitchell, Vladyslav Sendecki, John McLaughlin,  Uriah Heep, Michael Mantler, Peter Gabriel, Chris Hinze, Jaco Pastorius (u. a. auf Word of Mouth), Whitney Houston und Marianne Faithfull, aber auch für das Orchester Kurt Edelhagen und verschiedene europäische Rundfunkanstalten, wobei er unter anderem mit Gary Burton sowie mit Joachim Kühn zusammenarbeitete. Seine Kompositionen wurden von Burton, Stan Getz, Cleo Laine, Stanley Clarke und anderen aufgenommen.
Seit etwa 1970 gilt Gibbs als einer der führenden Jazzkomponisten und Arrangeure. Aufbauend auf Gil Evans, Charles Ives und Olivier Messiaen hat er einen eigenen Stil und Sound gefunden, in den sich Rockjazz-Elemente einfügen.
Daneben hat Michael Gibbs seit Beginn der 1970er Jahre auch die Musik zu verschiedenen Film- und Fernsehproduktionen geschrieben, unter anderem 1972 zu David Greenes In den Fängen der Madame Sin, 1988 zu Maurice Hattons Amerikanisches Roulette, 1991 zu Ken Russells Die Hure und im Jahre 1992 zu Stephen Poliakoffs Schließe meine Augen, begehre oder töte mich oder zu John Woos Hard Boiled.

## Auszeichnungen
Sein Debütalbum Michael Gibbs von 1970 wurde 1998 in die Liste “100 Records That Set the World on Fire (While No One Was Listening)” von The Wire aufgenommen.

## Filmografie (Auswahl)
- 1972: In den Fängen der Madame Sin (Madame Sin)
- 1986: Heat – Nick, der Killer (Heat)
- 1987: Housekeeping – Das Auge des Sees (Housekeeping)
- 1988: Amerikanisches Roulette (American Roulette)
- 1989: Red Fox (Riding the Edge)
- 1989: Die Traumtänzer (Breaking In)
- 1990: Im Reich des Drachen (Iron & Silk)
- 1991: Die Hure (Whore)
- 1992: Schließe meine Augen, begehre oder töte mich (Whore)
- 1992: Hard Boiled
- 1994: Wer hat meine Familie geklaut? (Being Human)
- 2000: Ticket für ein Jahr (Purely Belter)